# Huawei Mate 40
Huawei Mate 40 (стилізовано як HUAWEI Mate40) — лінія флагманських смартфонів, розроблених компанією Huawei, що входять у флагманську серію фаблетів Mate. Лінія складається з Huawei Mate 40, Mate 40 Pro, Mate 40 Pro+, Mate 40 RS Porsche Design та Mate 40E і є наступницею серії Mate 30. Смартфони були представлені 22 жовтня 2020 року.

## Дизайн

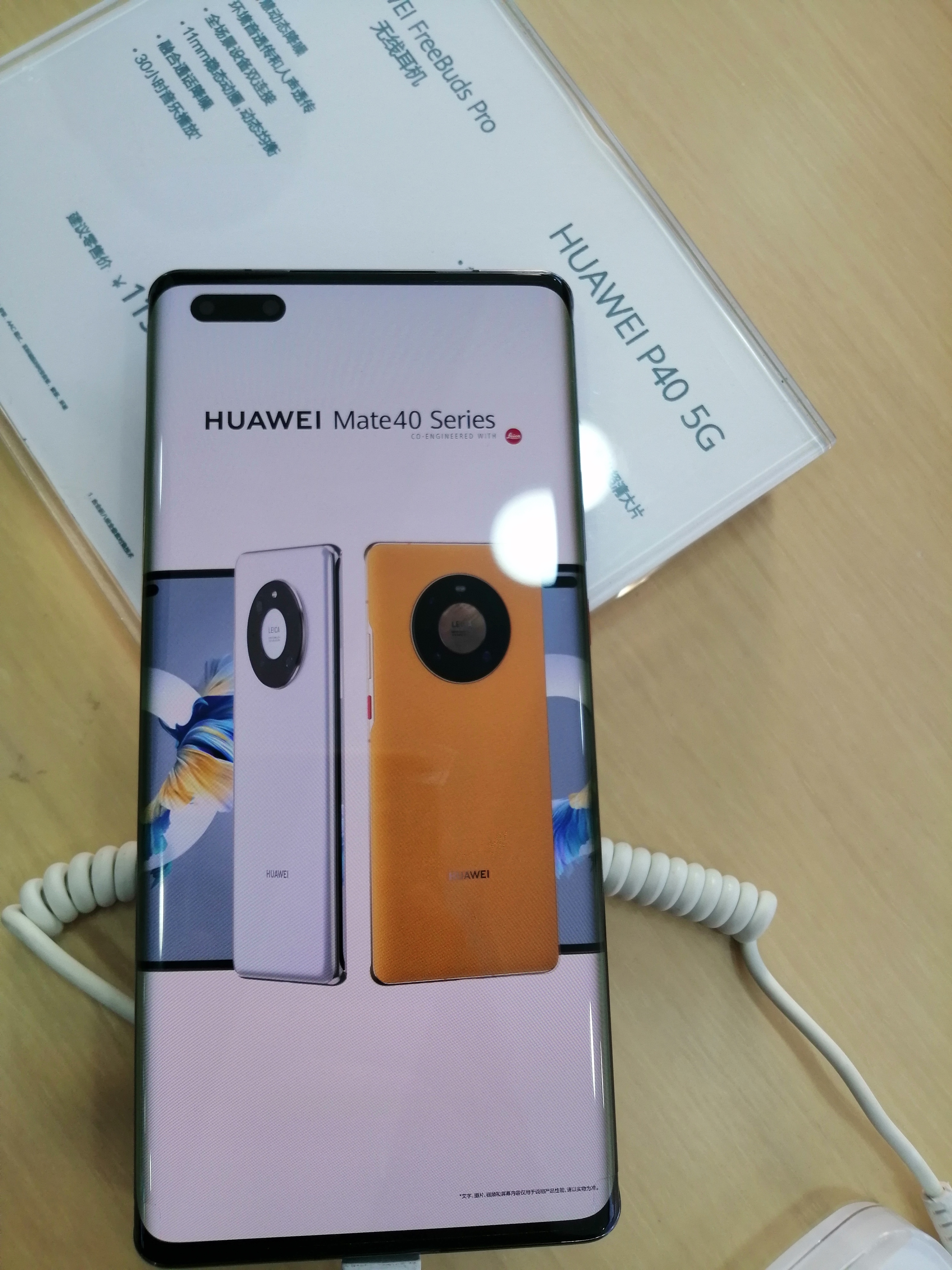
Передня частина Mate 40 Pro

Екран смартфонів виконаний зі скла. Задня панель у Mate 40 та 40 Pro виконана залежно від кольору зі скла або штучної шкіри, а в Mate 40 Pro+ — з кераміки. Бокова частина виконана з алюмінію.
Знизу знаходяться роз'єм USB-C, динамік, мікрофон та гібридний слот під 2 SIM-картки або 1 SIM-картку і карту пам'яті формату Nano Memory до 256 ГБ. Зверху розташовані другий мікрофон, ІЧ-порт та другий динамік. З правого боку розміщені кнопки регулювання гучності та кнопка блокування смартфону, що виділена червоним кольором.
Всі моделі отримали захист від вологи та пилюки по стандарту IP68.
Huawei Mate 40 та Mate 40 Pro продавалися в 5 кольорах: білому, сріблястому (Mystic Silver), чорному, зеленому та жовтому (Sunflower Yellow).
Huwei Mate 40 Pro+ продавався у 2 кольорах: білому (White Ceramic) та чорному (Black Ceramic).
Huwei Mate 40 RS Porsche Design продавався у 3 кольорах: білому (White Ceramic), чорному (Black Ceramic) та червоному (Collector Edition).
Huawei Mate 40E продавався в 3 кольорах: білому, сріблястому та чорному.

## Технічні характеристики

### Платформа
Huawei Mate 40 отримав процесор Kirin 9000E з підтримкою 5G та графічний процесор Mali-G78 MP22, Mate 40E отримав залежно від моделі процесор Kirin 990E з підтримкою 5G або без неї та графічний процесор Mali-G76 MP14, а всі інші моделі — Kirin 9000 5G з Mali-G78 MP24.

### Батарея
Mate 40 та 40E отримали батарею об'ємом 4200 мА·год та підтримку 40-ватної швидкої зарядки.
Інші моделі отримали батарею об'ємом 4400 мА·год, підтримку 66-ватної швидкої зарядки та швидкої бездротової зарядки на 50 Вт. Крім цього вони підтримують зворотну бездротову зарядку на 5 Вт.

### Камери
Mate 40 отримав основну потрійну камеру 50 Мп, f/1.9 (ширококутний) з багатонапрямлений фазовим автофокусом + 8 Мп, f/2.4 (телеоб'єктив) з фазовим автофокусом, оптичною стабілізацією зображення і 3x оптичним, 5x гібридним та 30x цифровим зумом + 16 Мп, f/2.2 (надширококутний).
Mate 40 Pro отримав основну потрійну камеру 50 Мп, f/1.9 (ширококутний) з багатонапрямлений фазовим автофокусом + 12 Мп, f/3.4 (перископічний телеоб'єктив) з фазовим автофокусом, оптичною стабілізацією зображення і 5x оптичним, 10x гібридним та 50x цифровим зумом + 20 Мп, f/1.8 (надширококутний) з фазовим автофокусом.
Mate 40 Pro+ та Mate 40 RS Porsche Design отримали основну пентакамеру 50 Мп, f/1.9 (ширококутний) з багатонапрямлений фазовим автофокусом і оптичною стабілізацією + 12 Мп, f/2.4 (телеоб'єктив) з фазовим автофокусом, оптичною стабілізацією і 3x оптичним зумом + 8 Мп, f/4.4 (перископічний телеоб'єктив) з фазовим автофокусом, оптичною стабілізацією і 10x оптичним, 20x гібридним та 100x цифровим зумом + 20 Мп, f/2.4 (надширококутний) з фазовим автофокусом + 3D TOF (сенсор глибини). 
Mate 40E отримав основну потрійну камеру 64 Мп, f/1.9 (ширококутний) з багатонапрямлений фазовим автофокусом + 8 Мп, f/2.4 (телеоб'єктив) з фазовим автофокусом, оптичною стабілізацією зображення і 3x оптичним, 5x гібридним та 30x цифровим зумом + 16 Мп, f/2.2 (надширококутний).
Основна камера всіх моделей має лазерний автофокус.
Mate 40та 40E отримали ширококутну фронтальну камеру на 13 Мп з діафрагмою f/2.4, інші моделі отримали подвійну фронтальну камеру із ширококутний об'єктивом на 13 Мп з діафрагмою f/2.4 та 3D TOF, що використовується як сенсор глибини та для біометричної автентифікації.
В усіх моделей основна та передня камери вміють записувати відео в роздільній здатності 4K@60fps.

### Екран
Mate 40 та 40E отримав екран OLED, 6.5", Full HD+ (2376 × 1080) зі щільністю пікселів 402 ppi, співвідношенням сторін 19.8:9 та круглим вирізом під фронтальну камеру, що знаходиться зверху в лівому кутку.
Інші моделі отримали екран OLED, 6.76", 2772 × 1344 зі щільністю пікселів 456 ppi, співвідношенням сторін 18.5:9 та овальним вирізом під подвійну фронтальну камеру, що знаходиться зверху в лівому кутку.
Усі моделі отримали частоту оновлення екрана 90 Гц, технологію HDR10 та вбудований в дисплей сканер відбитків пальців.

### Звук
Смартфони отримали стерео динаміки. Динаміки розташовані на верхньому та нижньому торцях.

### Пам'ять
Huawei Mate 40 та Mate 40E продаються в комплектаціях 8/128 та 8/256 ГБ.
Huawei Mate 40 Pro продається в комплектаціях 8/256 та 8/512 ГБ.
Huawei Mate 40 Pro+ продається комплектації 12/256 ГБ.
Huawei Mate 40 RS Porsche Design продається в комплектації 12/512 ГБ.

### Програмне забезпечення
Смартфони були випущені на EMUI 11, що працює на базі Android 10 без сервісів Google Play. Для встановлення додатків використовується магазин додатків від Huawei AppGallery. Mate 40 Pro був оновлений до EMUI 14 на базі Android 13, а китайська модель Mate 40 Pro та інші моделі — до HarmonyOS 4.2.

## Галерея

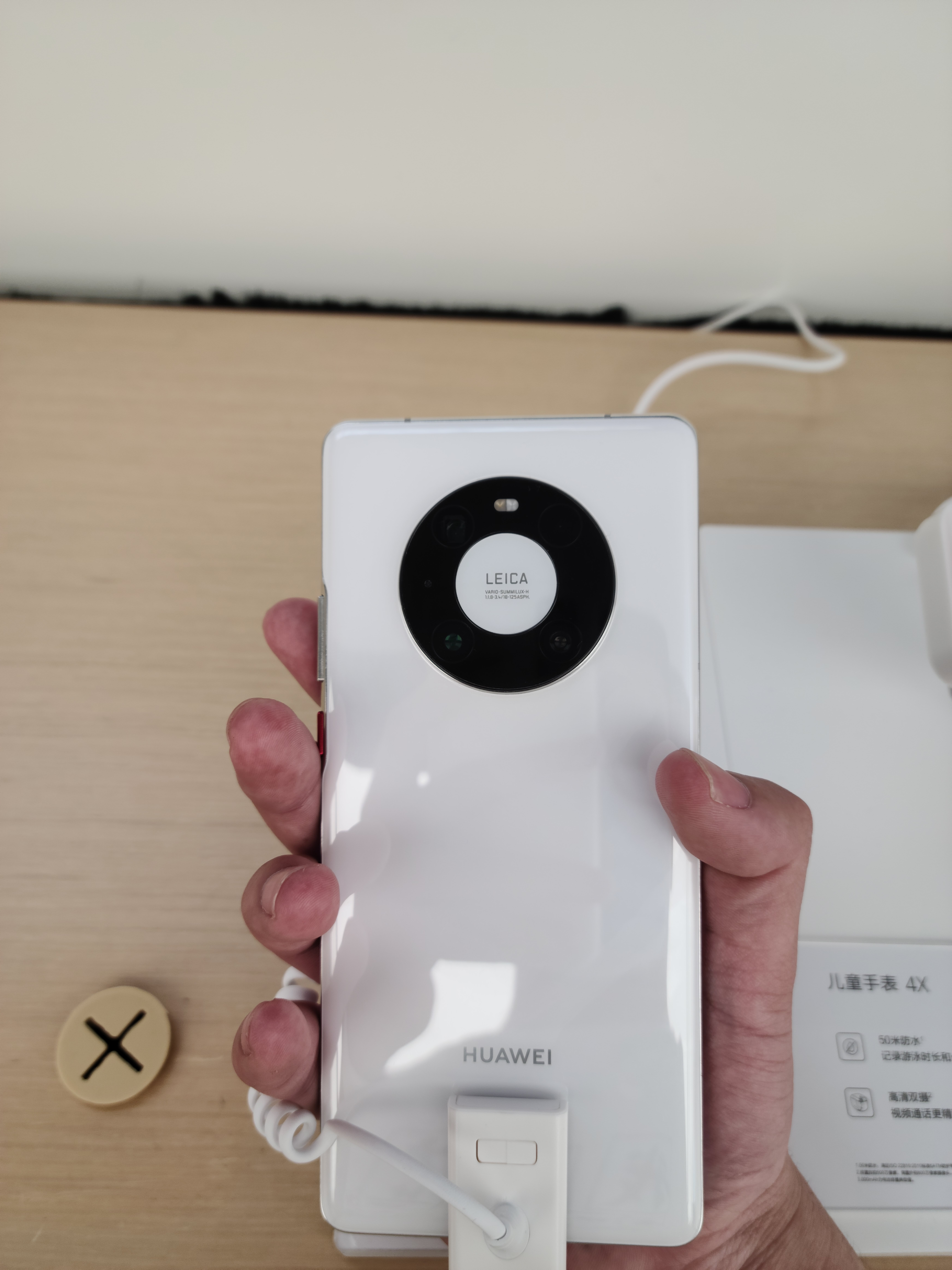
Задня частина Mate 40 у білому кольорі
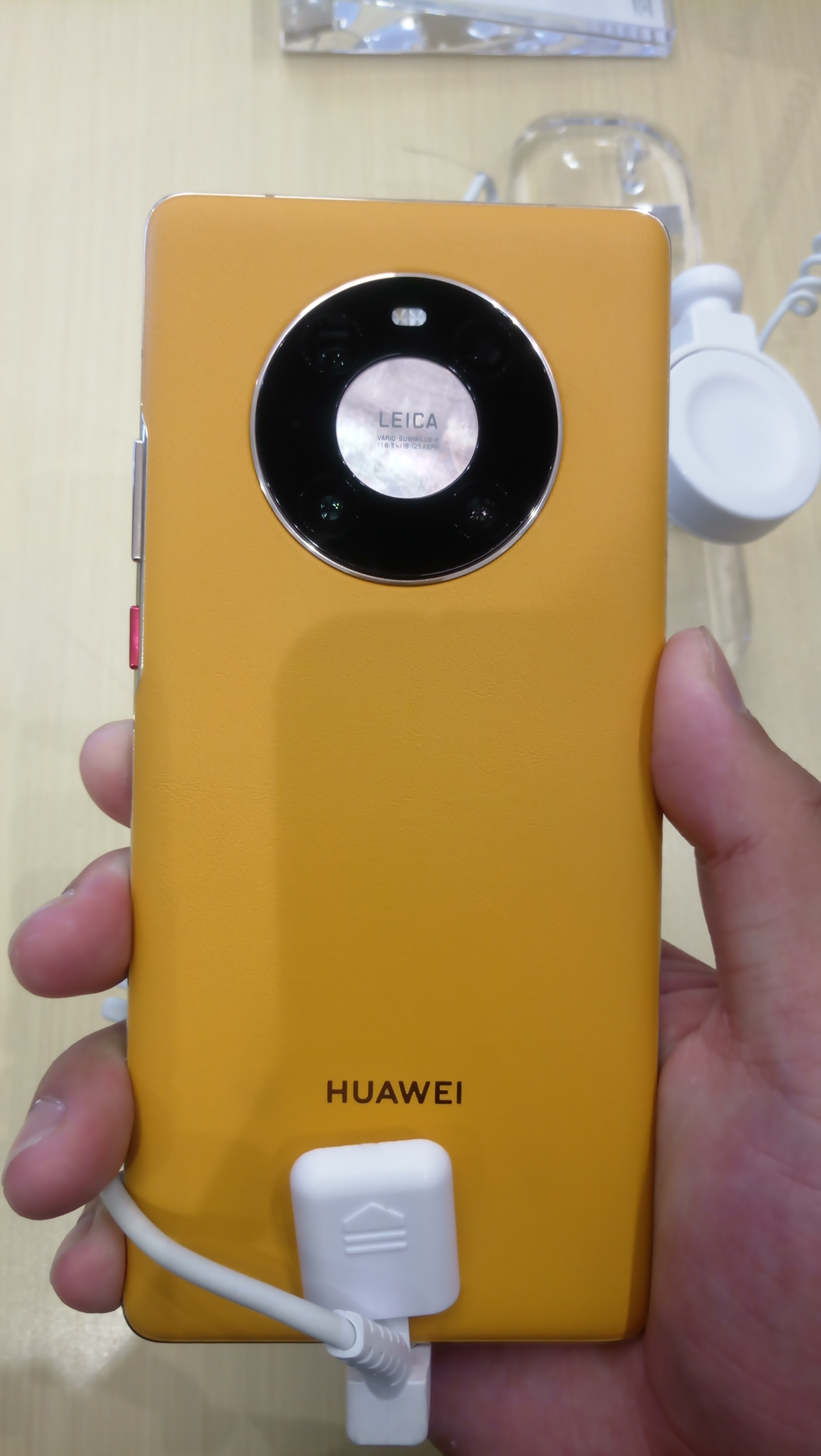
Задня частина Mate 40 Pro в кольорі Sunflower Yellow
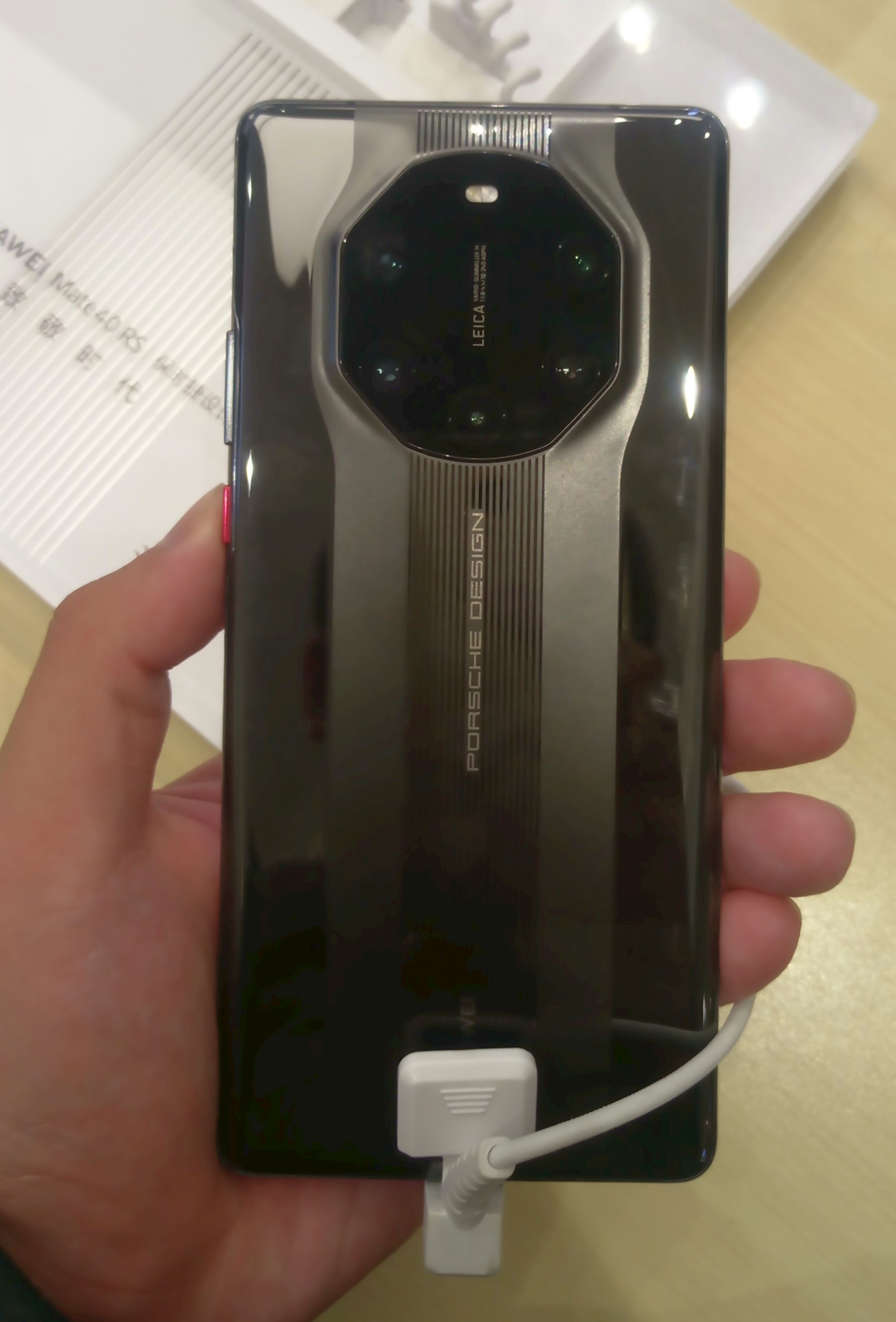
Задня частина Mate 40 RS
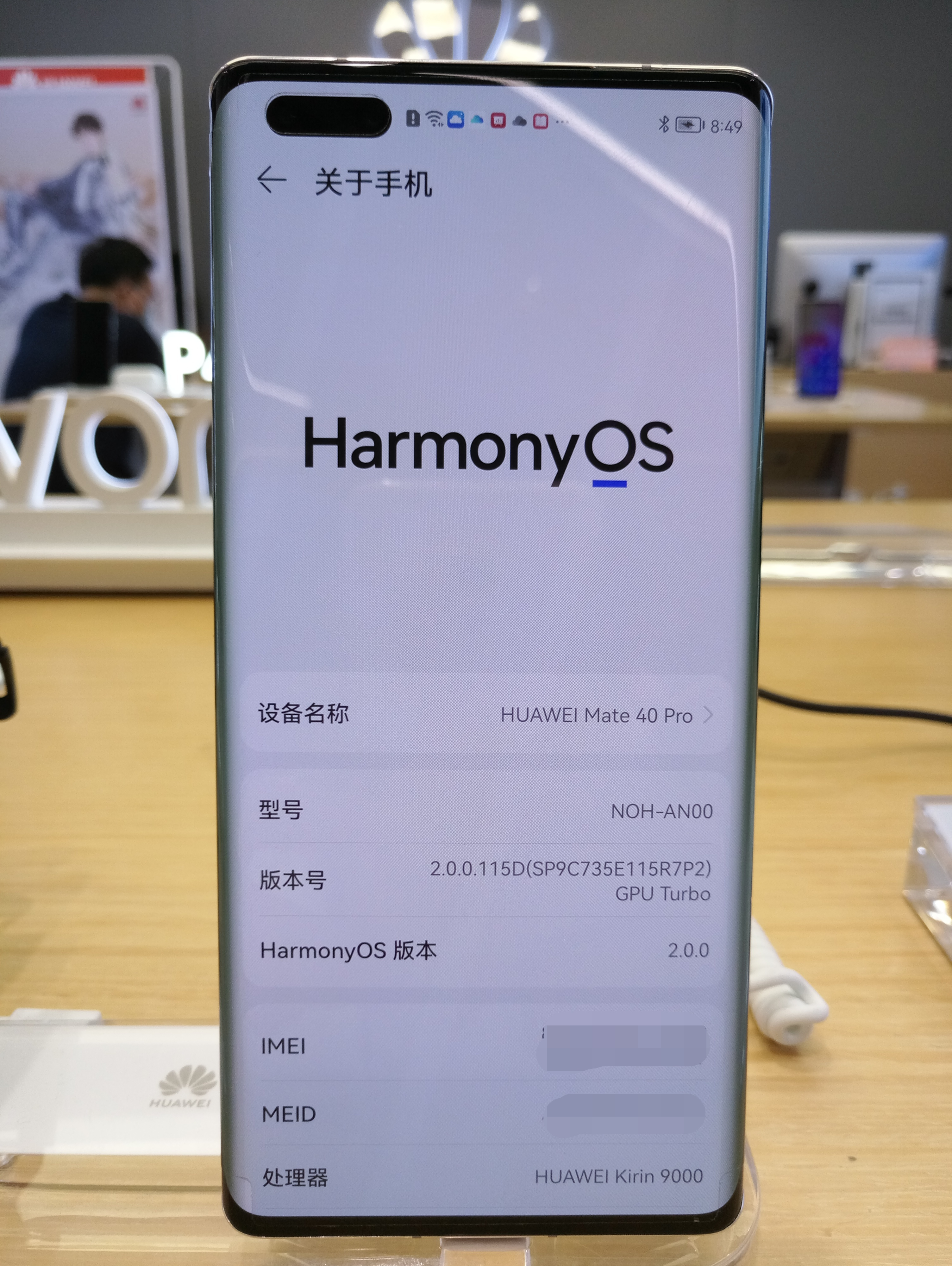
Mate 40 Pro на HarmonyOS 2.0